# Pierre Cacault
Pierre René Cacault (Nantes, 1º novembre 1744 – Clisson, 29 gennaio 1810) è stato un pittore e collezionista d'arte francese.

## Biografia
Figlio di François Cacault, un ingegnere che aveva disegnato il piano urbanistico di Nantes ed era proprietario di una fabbrica di ceramiche, e della moglie Catherine Homo, fu fratello minore di François Cacault (Nantes, 17 febbraio 1743 – Clisson, 10 ottobre 1805) che diverrà diplomatico francese in Italia e uomo politico. Studiò pittura a Parigi, dove fu allievo del pittore neoclassico Joseph-Marie Vien. Il 3 maggio 1772 fu nominato soprintendente al paesaggio e all'architettura della città di Nantes.
Nel 1775 lasciò Nantes per recarsi a Roma, dove Vien era stato nominato direttore dell'Académie de France à Rome. Pierre Cacault rimase fino al 1793 quando, in seguito all'assassinio di Ugo di Basseville, si verificarono a Roma disordini antifrancesi che misero a repentaglio l'incolumità stessa degli artisti francesi, il cui esodo venne gestito brillantemente dal fratello François, plenipotenziario francese a Firenze. Nel suo ventennale soggiorno a Roma Cacault si dedicò alla pittura di soggetti del mondo classico greco e romano con il linguaggio formale neoclassico. A Roma strinse amicizia con numerosi artisti, per esempio Antonio Canova, ma soprattutto con i francesi vincitori del Prix de Rome (Mathurin e Louis Crucy, Coste, David, Lemot).
Nel 1796 Pierre Cacault acquistò alcune aziende a Clisson e nelle zone circostanti; Clisson era una piccola località distrutta nel corso delle guerre di Vandea. Due anni dopo Pierre Cacault si stabilì a Clisson riadattando ad abitazione l'ex église de la Madeleine. Pierre e François Clisson commissionarono all'architetto Mathurin Crucy piano regolatore affinché Clisson venne ricostruita secondo lo stile architettonico degli edifici costruiti in Italia centrale nel XIV e XV secolo. In assenza del fratello, che rimase in Italia fino al 1803, Pierre si impegnò a sovrintendere all'esecuzione dei lavori. L'imponente collezione d'arte raccolta da François e Pierre fu ospitata a Clisson in un museo-scuola che tuttavia ebbe vita effimera. Dal 1805, anno della morte del fratello François, Pierre Cacault tentò invano di far acquistare dal governo francese il museo e le collezioni, che voleva peraltro affidare alla gestione di Lemot. Il 27 gennaio 1810 Bertrand Geslin, sindaco di Nantes, acquistò la collezione custodita da allora nel Musée des Beaux-Arts cittadino. Due giorni dopo, Pierre Cacault morì.